# Бронзовка металлическая
Бронзовка металлическая (Protaetia metallica) — жук из семейства пластинчатоусых (Scarabaeidae).

## Описание

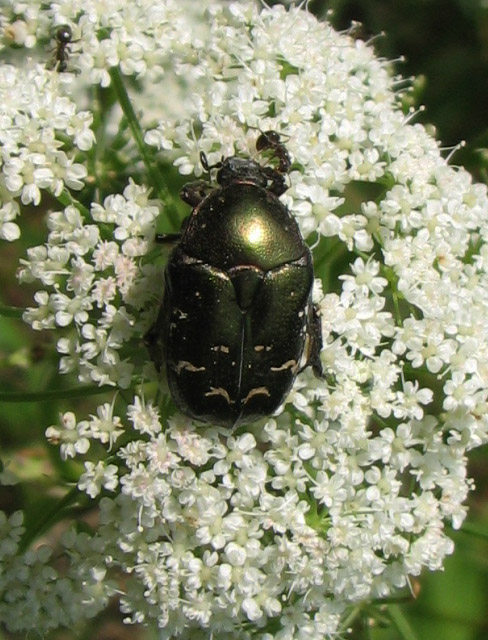

Жук длиной 14 — 22 мм. Верхняя сторона тела умеренно или слабо блестящая, тёмно-оливково-зеленая или тёмно-зелёная, нередко с латунным или медным отливом, а также с более или менее развитым рисунком из белых пятен. Переднеспинка в немногочисленных белых мелких пятнах или без них. Надкрылья покрыты не многочисленными круглыми пятнами белого цвета и неширокими белыми поперечными перевязями. Нижняя сторона тела и ноги медно-красного цвета, с фиолетовым отливом, или фиолетовые, с сильным металлическим блеском. Редко верх тела медный, темно-бронзовый, оливково-бурый или черно-пурпурный, в особенности надкрылья, которые иногда могут быть практически чёрными.
Тело не широкое, умеренно выпуклое, несколько суженное назад. Голова покрыта в густых крупных точках. Переднеспинка выпуклая, слегка поперечная, суживается кпереди, в густых крупных точках, по бокам покрыта густыми длинными дуговидными морщинками, посредине с гладкой продольной полосой. Надкрылья удлиненные, немного выпуклые, несколько суженные назад. Околощитковое пространство покрыто густыми крупными дуговидными и простыми точками. Шовный промежуток сильно приподнятый, в задней половине — с острым ребром, покрытый многочисленными мелкими точками. Заднее околошовное вдавление с 3 двойными прерванными бороздками; четные промежутка покрыты крупными дуговидными точками. Плечевые бугры покрыты в редких мелких точках, пространство между ним и околощитковым пространством — в густых крупных дуговидных точках, отчасти расположенных продольными рядами. Пигидий не сильно выпуклый, посредине с неглубокими вдавлениями, покрыт густо переплетающимися морщинками и короткими жёлтыми волосками, с рисунком, образованным белыми пятами — 2 продольные неровные полосы, иногда разбитые на отдельные пятна, а также по одному пятну по бокам. Передний отросток среднегруди треугольной формы, с практически прямым передним краем и округленными передними углами, без волосков, покрыт густыми толстыми точками. Задний край задних бедер несколько изогнут. Колени всех пар ног с белыми пятнышками. Средние и задние голени снаружи с одним поперечным килем в виде развитого зубца.

## Ареал
Ареал охватывает западную Европу, европейскую часть России до южной границы лесостепи, западную и центральную Сибирь — несколько восточнее Енисея, на юг вплоть до степей
Казахстана включительно, до Алтая и северной Монголии. Вид широко распространен в Европе от Финляндии, Норвегии (кроме крайнего севера) и Англии до Пиренеев, южной Франции, Корсики, Италии (включая Сардинию и Сицилию), странах бывшей Югославии, северной Болгарии..
Северная граница ареала идёт на Кольском полуострове через Колу и реку Варзугу, далее на восток, на материке от Двинской губы на Мезень, Усть-Цильму, Кожву, устье Оби и южную оконечность Обской губы, Енисей между Нижней и Подкаменной Тунгуской, место изгиба Нижней Тунгуски, среднее течение реки Вилюй, Якутск, берег Охотского моря. Южная граница проходит сначала по украинскому берегу Черного моря и по Кавказскому побережью до Сочи, далее по южным склонам хребта идет к Тбилиси, к озеру Севан и через северный Азербайджан к Каспийскому морю севернее Дербента. Далее граница ареала идет по западному побережью Каспийского моря до дельты Волги, к Индерскому озеру, к верховьям реки Эмбы, по степям северного Казахстана на озеро Тенгиз, Каркаралинск, Аягуз, горы Тарбагатай, затем в северной части провинции Синьцзян в Китае, по северу Монголии и северному Китаю (Чжанцзякоу, Пекин) до Жёлтого моря. Восточная граница проходит от южных частей Охотского моря, охватывает Шантарские острова и Сахалин и далее по берегу Японского и Жёлтого морей.

## Биология
Вид связан с широколиственными и смешанными лесами. В разных частях своего ареала жуки встречаются в различные сроки: на севере тайги и в лесотундре — в июле — августе, на юге европейской тайги — в мае-октябре, на Алтае — в июне-октябре, в восточносибирской тайге — в мае-августе, на Среднем Урале — в июне-августе, в зоне широколиственных лесов европейской части России (центральные районы) — в мае-сентябре, на Дальнем Востоке и в европейской лесостепи — в мае-октябре, в степи Казахстана — в июне-сентябре, в горном Крыму и в горах и предгорьях Предкавказья — в мае-августе.
Встречаются на стволах деревьев (дуб, груша) с вытекающим древесным соком и цветках различных растений.
Личинка формой тела и основным морфологическими признакам похожа на личинку Cetonia aurata, но покрыта более густыми и более длинными волосками. Личинки развиваются в гнёздах муравьёв Formica rufa, Camponotus herculeanus и некоторых других, только лишь изредка — в гнилой древесине лиственных пород деревьев по соседству с муравейниками или в перепревшем листопаде. Продолжительность развития составляет обычно 1-2 года. Зимует личинка.